# 니우에인
니우에인(Niuean)은 니우에에 사는 사람, 또는 니우에 고유의 민족을 가리킨다. 니우에의 인구 조성은 니우에인(원주민), 니우에인과 유럽계/아시아계 혼혈인, 유럽계/아시아계 주민, 태평양 제도민 등이 있다.